# Field Information Agency, Technical

Titel des erwähnten Beispiels

Field Information Agency, Technical (FIAT) war eine der Einrichtungen der Alliierten, die den Entwicklungsstand der deutschen Forschung und Entwicklung in Naturwissenschaft und Technik gegen Ende des Zweiten Weltkriegs sowie danach ermittelten und bis 1948 mehrere Schriftenreihen herausgaben. Einige dieser Schriften haben den Serientitel FIAT-Reports, FIAT-Reviews oder Field Information Agency, Technical Reports.
Zur Entstehung berichten die Neuen Phys. Bl. 2 (1946) H. 8, S. 218 f. nach Angaben in Presse und Rundfunk (DPD von 2. November 1946): „FIAT-REVIEW. Die britische FIAT (Field-Information Agency Technical Control Commission Germany) sammelt über die deutsche wissenschaftliche Arbeit seit 1939 Berichte. Es ist in den vergangenen Monaten eine größere Anzahl von Wissenschaftlern zur Mitarbeit aufgefordert worden. Es wird um eine Darstellung mit Photographien und eine Liste der Veröffentlichungen sowie in Arbeit befindlicher Untersuchungen gebeten.  … Die amerikanische Militärregierung Stuttgart teilt dazu mit, dass gegen die Erteilung von Auskünften und Beantwortung der von der FIAT vorgelegten Fragen keine Bedenken bestehen. Ein Zwang zur Durchführung bestehe nicht. Vielmehr erfolgt die Beantwortung auf völlig freiwilliger Grundlage, wobei die Gewähr gegeben sein muss, dass die Priorität und alle Urheberrechte des Wissenschaftlers gewahrt bleiben. Es wird auch davon ausgegangen, dass eine finanzielle Entschädigung geboten wird, wie es bei der Fiat-Review vorgesehen ist. Das geplante Werk, das auch bisher unveröffentlichte Arbeiten mit erfasst, wird, wie es in dem Bericht heißt, für die internationale Wissenschaft von großer Bedeutung sein.“ Zu dieser Zeit sollen 800 deutsche Wissenschaftler an dem Projekt von Mathematik bis Geografie arbeiten. 38 Bänder zu je 200 Seiten würden erwartet.
Die für Deutschland bestimmte Ausgabe der FIAT Review of German Science ist unter der Bezeichnung FIAT-Berichte bekannt und erschien unter Zulassung Nr. 20 der Nachrichtenkontrolle der Militärregierung als vielbändige Reihe: Naturforschung und Medizin in Deutschland 1939–1946. Wiesbaden: Dieterich’sche Verlagsbuchhandlung.
Beispielsweise erschien im Dezember 1948 Band 15 Elektronenemission, Elektronenbewegung und Hochfrequenztechnik. Der Teil I wurde herausgegeben von Georg Goubau und Jonathan Zenneck.
Letzterer führte die Herausgabe ab 1947 allein fort, nachdem Goubau von den USA angefordert wurde im Zuge der Operation Paperclip.

## Veröffentlichungen (Auswahl)
- Field Information Agency, Technical. "FIAT Review of German Science, Allied Edition." A series of reports and comprehensive library on the status of German science in various disciplines published after the war, from the time when Nazi control of information cut off the flow of scientific publications. Copies of the FIAT Review are still available from NTIS
- Bartels, Julius (1899–1964), [and others], 1948, Geophysics. [n.p.] Office of the Military Government for Germany, Field Information Agencies Technical, British, French, U.S., 1948. 2 volumes, illustrations, maps (part fold.); 23 cm. Series: FIAT review of German science, 1939–1946. Notes: Text in German. Includes bibliographies. OCLC: 04286518.
- Eppler, W. F., 1947, Bearing jewels of hardened synthetic spinel. [n.p.] Field Information Agency, Technical [1947] 40 pages including 9 tables; 27 cm. Notes: At head of title: Office of Military Government for Germany (US) ... OCLC: 12367985.
- Josephson, G. W., 1946, Kyanite and synthetic sillimanite in Germany. [S.l.]: Office of Military Government for Germany (US), Field Information Agency, Technical, 1946. 13 pages; 27 cm. Series: FIAT final report; no. 803. Notes: "26. April, 1946." Added Entry: Germany (Territory under Allied occupation, 1945–1955 : U.S. Zone). Office of Military Government. Field Information Agency, Technical. OCLC: 27926539.
- Merker, Leon, 1947, The synthetic stone industry of Germany. [n.p.] Field Information Agency, Technical [1947] 24 pages; 27 cm. Notes: At head of title: Office of military government for Germany (US). OCLC: 12364098.
- Mügge, Ratje (1896–1975), et al., 1948, Meteorology and physics of the atmosphere. [n.p.] Off. of Military Govt. for Germany, Field Information Agencies Technical, British, French, U.S., 1948. 291 pages, illustrations; 22 cm. Series: FIAT review of German science, 1939–1946. Notes: Text in German. Includes bibliographies. OCLC: 13374025.
- Rüger, Ludwig (1896– ), et al., 1948, Geology and palaeontology. [n.p.] Office of Military Govt. for Germany, Field Information Agencies Technical, British, French, U.S., 1948. 246 pages, folded map; 23 cm. Series: FIAT review of German science, 1939–1946. Notes: Text in German. Includes Bibliographies. OCLC: 13234581.
- Scheumann, Karl Hermann (1881– ), 1948, Petrography. [S.l.]: Office of Military Government for Germany, Field Information Agencies Technical, British, French, U.S., 1948. 2 volumes; 22 cm. Series: FIAT review of German science, 1939–1946. Notes: Text in German. Includes bibliographies. Part 1 – Minerals. Part 2 – Minerals and ores. OCLC: 01814899.
- Steinmetz, Hermann (1879– ), Berek, M., [et al.], 1948, Mineralogy. [S.l.]: Office of the Military Government for Germany, Field Information Agencies Technical, British, French, U.S., 1948. 304 pages, tables; 23 cm. Series: FIAT review of German science, 1939–1946. Notes: Text in German. "Mineralogische Lehrbücher": pages [291]-294. Bibliographical footnotes. OCLC: 4339330.
- Wissmann, Hermann von (1895– ), J. Blüthgen [and others], 1948, Geography. [n.p.] Office of Military Government for Germany, Field Information Agencies Technical, British French, U.S., 1948. 4 volumes in 1. Series: FIAT review of German science, 1939–1946. Notes: Text in German. Includes bibliographies. OCLC: 03375791.
- Rudolf Zurmühl (1904–1966), 1948. V2-Ballistik, in Angewandte Mathematik, FIAT-Bericht Band 7, Teil V (Editor Alwin Walther). Für Deutschland bestimmte Ausgabe, Dieterich-Verlag, Wiesbaden, 1948, S. 177–186.
- Field Information Agency, Technical (FIAT). 1945. "German Universities and Technical High schools." 21. August 1945. Issued by the UD Group Control Council (Germany), office of the Director of Intelligence, FIAT. Air Force Historical Research Agency (AFHRA), Maxwell Air Force Base, AL. IRIS #115705.